# Наумбургска катедрала
Наумбургската катедрала „Св. св.  апостоли Петър и Павел“ (на немски: Naumburger Dom) се намира в историческия център на град Наумбург в провинция Саксония-Анхалт, Германия.
Представлява трикорабна базилика с 2 трансепта, 2 хора и 4 кули. Тя е прекрасен пример за романска и готическа архитектура. Началото на изграждането ѝ датира от началото на XII век.

## Интериор
Най-интересен е западният хор на катедралата, който представлява синтез на архитектурата и скулптурата на Зрялата готика с готическите шедьоври на скулптурата, експресивните статуи на дарителите и релефите на Страстите Христови на оградата.
Издълбаните каменни релефи изобразяват страниците на Евангелието, а 12-те дарители (осем мъже и четири жени) на църквата са увековечени чрез различни каменни скулптури, сред които е прекрасната фигура на маркграфиня Ута Баленщетска, с право призната за символ не само на град Наумбург, но и на провинция Саксония-Анхалт.
Статуята на Ута от Баленщет се счита за шедьовър на средновековната женска фигура в изкуството, като експертите я поставят на нивото на статуята на Нефертити в Египет, „Венера“ на Ботичели или „Мона Лиза“ на Леонардо да Винчи. За разлика от други статуи от онова време в строго застинала форма, всичките 12 фигури от този майстор показват движение в телата и емоциите на лицата. Статуите представляват новост за времето си – в другите църкви интериорът е украсен с фигури на светци, библейски герои и църковно-длъжностни лица, но не и на светски лица.
- Изгледи от интериора
- Ута от Баленщет
- Херман с Регелинда
- Регелинда
- Граф Титмар
- Тимо фон Ветин